# Charles Durning
Charles Durning (Highland Falls, Nueva York, 28 de febrero de 1923-Manhattan, Nueva York, 24 de diciembre de 2012) fue un actor estadounidense.

## Biografía
Nació en Highland Falls, en el Estado de Nueva York, hijo de un oficial del ejército. Fue llamado a filas con motivo de la Segunda Guerra Mundial y participó en el desembarco de las fuerzas aliadas en Normandía; en una de las batallas resultó herido. De regreso a los Estados Unidos realizó diversos trabajos. Uno de ellos fue el de instructor de baile de salón. También hizo pequeños papeles en el teatro, donde le vio un productor, que le contrató para el Festival de Teatro de Shakespeare en Nueva York. A partir de entonces, Durning intervino en más de treinta obras teatrales, así como también en algunas películas.
Durning tuvo su primer éxito importante en el teatro en 1970, en la obra That Champion Season, que ganó un Tony, el premio más importante del teatro en América. Pocos años después, en 1973 repitió este éxito al intervenir en la película El golpe, con Paul Newman y Robert Redford, en la que encarnó a un policía corrupto. La película ganó varios Oscar. Durning tenía entonces 50 años de edad. Había trabajado de forma continuada, pero no había llamado la atención como actor. A partir de entonces las cosas cambiaron. Trabajó sin descanso como uno de los actores secundarios más solicitados. Sus dotes de interpretación le permitían realizar multitud de papeles diferentes, y su presencia en las películas contribuyó notablemente a su éxito.
Algunas de las memorables actuaciones de Durning fueron su papel de policía que intenta negociar con Al Pacino en Tarde de perros, de presidente en Twilight's Last Gleaming, o de padre de Jessica Lange que se enamora de un Dustin Hoffman disfrazado de mujer en Tootsie. Fue nominado al Oscar como mejor actor de reparto en 1982 por The Best Little Whorehouse in Texas y al año siguiente por Ser o no ser, la nueva versión del clásico de Ernst Lubitsch realizada por Mel Brooks. También siguió actuando en el teatro, donde se le consideró igualmente un gran actor de carácter. En 1989 ganó un Tony como mejor actor de reparto por su papel del padre en La gata sobre el tejado de zinc, obra que estuvo en cartel en Broadway.
La capacidad de trabajo de Durning le llevó a intervenir también en numerosas películas y miniseries de televisión, en las que actuó con actores famosos, como Dustin Hoffman y Burt Reynolds, y con las que cosechó también considerables éxitos. En 1975 había sido nominado a un premio Emmy, y 15 años más tarde, en 1990, lo ganó por su papel en la miniserie The Kennedys of Massachusetts.
Durning se casó en dos ocasiones. De su primera esposa se divorció en 1972, y al año siguiente se volvió a casar. Tuvo tres hijos de su primera esposa.
El actor falleció en Manhattan el 24 de diciembre de 2012 por causas naturales.

## Filmografía
- Harvey Middleman, Fireman (1965)
- I Walk the Line (1970)
- Hi, Mom! (1970)
- The Pursuit of Happiness (1971)
- Deadhead Miles (1972)
- Doomsday Voyage (1972)
- Dealing: Or the Berkeley-to-Boston Forty-Brick Lost-Bag Blues (1972)
- El golpe (1973)
- Sisters (1973)
- Primera plana (1974)
- Breakheart Pass (1975)
- Hindenburg (1975)
- Tarde de perros (1975)
- Harry y Walter van a Nueva York (Harry and Walter Go to New York), de Mark Rydell (1976)
- The Choirboys (1977)
- Twilight's Last Gleaming (1977)
- The Greek Tycoon (1978)
- An Enemy of the People (1978)
- La furia (1978)
- When a Stranger Calls (1979)
- Starting Over (1979)
- North Dallas Forty (1979)
- The Muppet Movie (1979)
- Tilt (1979)
- Die Laughing (1980)
- El final de la cuenta atrás (1980)
- La oscura noche del espantapájaros (1981)
- Sharky's Machine (1981)
- True Confessions (1981)
- Tootsie (1982).
- The Best Little Whorehouse in Texas (1982)
- Soy o no soy (1983)
- Two of a Kind (Tal para cual, 1983)
- Hadley's Rebellion (1984)
- Mass Appeal (1984)
- Stand Alone (1985)
- Stick (1985)
- El hombre con un zapato rojo (1985)
- Muerte de un viajante (1985)
- Solarbabies (1986)
- Tough Guys (1986)
- Where the River Runs Black (1986)
- Big Trouble (1986)
- The Rosary Murders (1987)
- Happy New Year (1987)
- Ballet (1988)
- Far North (1988)
- Cop, con la ley o sin ella (1988)
- A Tiger's Tale (1988)
- Cat Chaser (1989)
- Brenda Starr (1989)
- Fatal Sky (1990)
- Dick Tracy (1990)
- V.I. Warshawski (1991)
- La música del azar (1993)
- I.Q. (1994)
- The Hudsucker Proxy (1994)
- Home for the Holidays (1995)
- El arpa de hierba (1995)
- The Last Supper (1995)
- Un día inolvidable (1996)
- Recon (1996)
- Spy Hard (1996)
- The Secret Life of Algernon (1997)
- Hi-Life (1998)
- Jerry and Tom (1998)
- El último refugio (1998)
- Never Look Back (2000)
- State and Main (2000)
- The Last Producer (2000)
- Very Mean Men (2000)
- O Brother, Where Art Thou? (2000)
- L.A.P.D.: To Protect and to Serve (2001)
- Turn of Faith (2001)
- Lakeboat (2001)
- The Last Man Club (2002)
- The Naked Run (2002)
- Mother Ghost (2002)
- Hunt for the Devil (2003)
- Jesus, Mary and Joey (2003)
- Death and Texas (2003)
- One Last Ride (2003)

## Premios y distinciones
Premios Óscar
| Año  | Categoría              | Película                            | Resultado |
| ---- | ---------------------- | ----------------------------------- | --------- |
| 1983 | Mejor actor de reparto | The Best Little Whorehouse in Texas | Nominado  |
| 1984 | Mejor actor de reparto | Soy o no soy                        | Nominado  |

Globos de Oro
| Año  | Categoría              | Película     | Resultado |
| ---- | ---------------------- | ------------ | --------- |
| 1983 | Mejor actor de reparto | Soy o no soy | Nominado  |

Premios del Sindicato de Actores
| Año  | Categoría       | Película | Resultado |
| ---- | --------------- | -------- | --------- |
| 2007 | Premio de Honor |          | Ganador   |